# Daniel Rogoveanu
Daniel Dumitru Rogoveanu (sinh ngày 30 tháng 7 năm 1995) là một cầu thủ bóng đá người România thi đấu cho Chindia Târgoviște ở vị trí tiền vệ.